# Yu Nan
Nan Yu (chinês: 余男, Dalian, China, 5 de Setembro de 1978), é uma atriz chinesa. Nascida em Dalian, Nan Yu estudou na Academia de Cinema de Pequim, onde se formou em 1999.

## Carreira
Nan Yu começou a atuar aos 4 anos, interpretando uma menina com um lenço amarrado no vestido. Mais tarde, em vez de seguir o conselho de sua família para estudar línguas estrangeiras e obter um diploma universitário, Yu matriculou-se na Academia de Cinema de Pequim em 1995.
Sua estreia no cinema foi em Lunar Eclipse (1999), de Wang Quan'an. Sua atuação agressiva como uma esposa tímida e retraída durante o dia e uma festeira selvagem à noite ganhou seu prêmio de Melhor Atriz no Festival de Cinema Asiático de Deauville. O reconhecimento chamou a atenção dos produtores franceses, que a escalaram para Rage (2003).
Posteriormente, ela estrelou mais três filmes com Wang Quan'an. Jingzhe (2003) ganhou prêmios de Melhor Atriz no Golden Rooster Award e no Festival Internacional de Cinema de Paris em 2003; Tuya's Marriage (2006), vencedora do Urso de Ouro no Festival Internacional de Cinema de Berlim de 2007, lhe rendeu o prêmio de Melhor Atriz no Festival Internacional de Cinema de Chicago por sua interpretação de uma pastora que procura um novo marido depois que o primeiro adoeceu; e Weaving Girl (2009), que ganhou o Grande Prêmio Especial do Júri e o prêmio FIPRESCI do Festival Mundial de Cinema de Montreal de 2009.
Nan Yu também trabalhou com outros grandes diretores chineses, incluindo Wang Xiaoshuai em In Love We Trust (2008), que ganhou o prêmio Urso de Prata de Melhor Roteiro no Festival Internacional de Cinema de Berlim de 2008, Lee Yun-chan em My DNA Says I Love You e Ning Hao, em seu filme de faroeste chinês, No Man's Land (2013).
Ajudada em parte por sua fluência em mandarim, francês e inglês, Nan Yu atuou em diversas produções internacionais, como o filme canadense-chinês Diamond Dogs (2007) e os filmes de Hollywood Speed Racer (2008) e The Expendables 2 (2012).
Conhecida por seu sucesso em filmes de arte, Yu também estrelou filmes comerciais. Em Deadly Delicious (2008), ela interpreta uma esposa frustrada que descobre o caso extraconjugal do marido e quer que ele pague um preço por sua infidelidade; e também estrelou Design of Death (2012), interpretando uma viúva muda. Os trabalhos mais notáveis de Yu nos últimos anos incluem Silent Witness (2013) e Wolf Warriors (2015).

### Festivais
Nan Yu atuou como membro do júri em vários festivais internacionais de cinema:
- Festival Internacional de Cinema de Busan em 2007[16][17]
- Festival Internacional de Cinema de Chicago em 2008
- Golden Rooster Awards em 2009
- Festival Internacional de Cinema de Xangai em 2009[18]
- Festival Internacional de Cinema de Berlim em 2010[19]
- Festival Internacional de Cinema de Xangai em 2013[20]

## Filmografia
| Ano  | Título em inglês             | Título Chinês                                                        | Papel           | Notas |
| ---- | ---------------------------- | -------------------------------------------------------------------- | --------------- | ----- |
| 1999 | Lunar Eclipse                | 月蚀                                                                 | Ya Nan          |       |
| 2003 | Rage                         | 狂怒                                                                 | Chinh           |       |
| 2004 | Jingzhe                      | 惊蛰                                                                 | Ermei           |       |
| 2006 | Tuya's Marriage              | 图雅的婚事                                                           | Tuya            |       |
| 2007 | My DNA Says I Love You       | 基因决定我爱你                                                       | Marlene         |       |
| 2007 | Diamond Dogs                 | 权杖                                                                 | Anika           |       |
| 2008 | In Love We Trust             | 左右                                                                 | Dong Fan        |       |
| 2008 | Deadly Delicious             | 双食记                                                               | Li Chunyan      |       |
| 2008 | Speed Racer                  | 极速赛车                                                             | Horuko Togokahn |       |
| 2009 | Weaving Girl                 | 纺织姑娘                                                             | Lily            |       |
| 2009 | Looking for Jackie           | 寻找成龙                                                             | Director        |       |
| 2010 | Wind Blast                   | 西風烈                                                               | Nora            |       |
| 2011 | Lost Child                   | 寻人奇事                                                             | Zhang Xiaoyue   |       |
| 2011 | Sleepless Fashion            | 與時尚同居                                                           | Qi Xi           |       |
| 2012 | Design of Death              | 杀生                                                                 | Ma Guafu        |       |
| 2012 | The Expendables 2            | 敢死队2 (China Continental) 轟天猛將2 (Hong Kong) 浴血任務2 (Taiwan) | Maggie Chan     |       |
| 2013 | Beloved                      | 亲爱                                                                 | Xui Nin         |       |
| 2013 | Feed Me                      | 哺乳期的女人                                                         | A woman         |       |
| 2013 | Silent Witness               | 全民目击                                                             | Zhou Li         |       |
| 2013 | Angel Warriors               | 铁血娇娃                                                             | Bai Xue         |       |
| 2013 | No Man's Land                | 无人区                                                               | Ye Bali         |       |
| 2014 | Beijing Love Story           | 北京爱情故事                                                         | Zhang Lei       |       |
| 2014 | The Taking of Tiger Mountain | 智取威虎山                                                           | Ma Qinglian     |       |
| 2015 | Wolf Warriors                | 特种兵之战狼                                                         | Long Xiaoyun    |       |
| 2015 | Lovers and Movies            | 爱我就陪我看电影                                                     | Ruo Yao         |       |
| 2016 | Pleasure. Love.              | 男欢·女爱                                                            | Hu Yajie        |       |
| 2016 | Blood of Youth               | 少年                                                                 | Han Yun         |       |
| 2017 | Lord of Shanghai             | 上海王                                                               | Xiao Yuegui     |       |
| 2017 | Lost in the Moonlight        | 夜撩人                                                               | Jie Zi          |       |
| 2017 | Explosion                    | 引爆者                                                               | Xiao Hong       |       |
| 2018 | Justice in Northwest         | 西北风云                                                             | Gao Qiao        |       |
| 2018 | The Trough                   |                                                                      |                 |       |
| 2019 | Fox Hunting                  |                                                                      |                 |       |

## PrÊmios
| Ano  | Prêmio                                           | Categoria                                   | Trabalho nomeado |
| ---- | ------------------------------------------------ | ------------------------------------------- | ---------------- |
| 2001 | 4th Deauville Asian Film Festival                | Best Actress                                | Lunar Eclipse    |
| 2003 | 23rd Golden Rooster Awards                       | Best Actress                                | Jingzhe          |
| 2004 | 19th Paris International Film Festival           | Best Actress                                | Jingzhe          |
| 2004 | 11th Beijing College Student Film Festival       | Best Actress                                | Jingzhe          |
| 2005 | 10th Golden Phoenix Awards                       | Society Award                               | Jingzhe          |
| 2007 | 43rd Festival Internacional de Cinema de Chicago | Best Actress                                | Tuya's Marriage  |
| 2008 | 8th Chinese Film Media Awards                    | Best Actress                                | Tuya's Marriage  |
| 2008 | 15th Beijing College Student Film Festival       | Students' Choice Award for Favorite Actress | Deadly Delicious |